# Ignacio Noguer Carmona

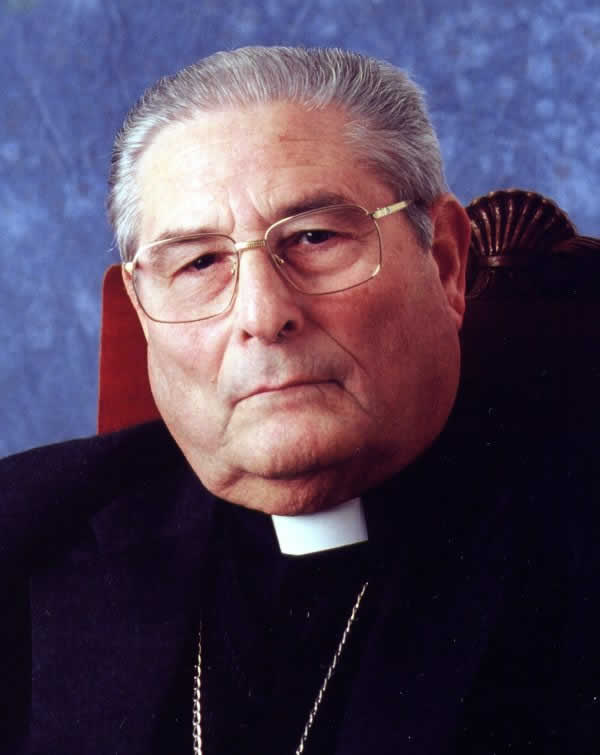
Bischof Ignacio Noguer Carmona

Ignacio Noguer Carmona (* 13. Januar 1931 in Sevilla; † 3. Oktober 2019 in Huelva) war ein spanischer Geistlicher und römisch-katholischer Bischof von Huelva.

## Leben
Ignacio Noguer Carmona empfing nach seiner theologischen Ausbildung am 17. Juni 1956 die Priesterweihe. 1961 wurde er Rektor des neuen Priesterseminars von Pilas. 1966 wurde er Rektor des Großen Seminars von Sevilla. 1971 erfolgte die Ernennung zum Bischofsvikar.
Papst Paul VI. ernannte ihn am 10. September 1976 zum Bischof von Guadix. Der Erzbischof von Sevilla, José María Kardinal Bueno y Monreal, spendete ihm am 17. Oktober desselben Jahres die Bischofsweihe; Mitkonsekratoren waren Emilio Benavent Escuín, Erzbischof von Granada, und Gabino Díaz Merchán, Erzbischof von Oviedo.
Papst Johannes Paul II. ernannte ihn am 19. Oktober 1990 zum Koadjutorbischof von Huelva. Nach der Emeritierung Rafael González Moralejos folgte er ihm am 27. Oktober 1993 als Bischof von Huelva nach. Am 17. Juli 2006 nahm Papst Benedikt XVI. seinen altersbedingten Rücktritt an.
Er war Präsident der bischöflichen Kommission für Migration und Mitglied der Ständigen Kommission der spanischen Bischofskonferenz sowie Delegierter der Südbischöfe in Angelegenheiten der Priesterseminare der Kirchenprovinzen Granada und Sevilla. Er gehörte in zwei verschiedenen Perioden der bischöflichen Kommission für Bildung und Hochschulen an.